# Chris Gunter
Christopher Ross Gunter (Newport, Gal·les, 21 de juliol de 1989), és un futbolista gal·lès. Juga de defensa i el seu actual equip és el Reading FC actualment descendit a la Football League Championship d'Anglaterra.

## Internacional
Ha estat internacional amb la Selecció de futbol de Gal·les. Ha jugat 69 partits internacionals.